# Клюй Василь Семенович
Васи́ль Семе́нович Клю́й (нар. 16 березня 1927, Шевченко, Компаніївський район, Кіровоградська область, Українська РСР, СРСР) — український учений, кандидат економічних наук, професор Інституту післядипломної освіти керівників та спеціалістів агропромислового комплексу Національного університету біоресурсів і природокористування, академік Національної академії аграрних наук України.

## Життєпис
Василь Семенович Клюй народився 16 березня 1927 року на хуторі Шевченко Компаніївського району Кіровоградської області. Родина жила в землянці, в сім'ї було шестеро дітей, з яких вижило п'ятеро. Батько — Семен Карпович, у 50-річному віці вирушив на війну, дійшов до Угорщини, загинув у Будапешті. Мати — Поліна Власівна, одна ростила дітей, прожила до 95 років.
Початкову школу закінчив у рідному хуторі, середню — у сусідньому селі Водяне. Під час навчання цікавився радіотехнікою, опанував морзянку, також проходив військовий вишкіл, навчався стрільбі, метанню гранат, риттю окопів, стрибкам з парашутом. Після звільнення Кіровоградщини від окупації, у 1942 році у віці 17 років Клюй з дев'ятикласною освітою був мобілізований польовим військкоматом і направлений на підготовчі курси радистів, після закінчення яких при штабі Чорноморського флоту у місті Поті вступив радистом-шифрувальником на субмарина «Щ-215» під командуванням Михайла Грешилова. У воєнні роки «Щ-215» здійснила 14 бойових походів, за час яких здійснила вісім торпедних атак і потопила п'ять ворожих суден. Також екіпаж підводного човна постачав боєприпаси в обложений Севастополь, а в 1944 році брав участь у визволенні Одеси. Перемогу Клюй разом зі своєю бойовою командою зустрів в Одесі.
Відслуживши шість років на флоті, в 1949 році демобілізувався у званні головного старшини. Повернувшись в рідне село, в тому ж році був одноголосно обраний головою колгоспу імені Чапаєва, не маючи навіть ні досвіду керівної роботи, ні спеціальної освіти. Проте, володіючи природною кмітливістю, завзятістю і наполегливістю, доклав великих зусиль для відновлення народного господарства і зважаючи успіхів у роботі був призначений керівником Червоновершської машинно-тракторної станції, що обслуговувала 26 господарств. За протекцією першого секретаря Кіровоградського обкома партії Леонтія Найдека був відправлений на навчання до Києва — у Вищу партійну школу, яку закінчив у 1959 році. Надалі перебував на партійно-господарській роботі, був головою Устинівського райвиконкому і першим секретарем райкому партії (1959—1962), начальником Бобринецького територіального колгоспно-радгоспного управління (1962—1964), начальником Кіровоградського обласного управління сільським господарством (1964—1977).
Будучи одним з керівників економіки Кіровоградщини, зробив значний внесок у розвиток сільського господарства області, курирував будівництво багатьох заводів і господарств, домігшись збільшення обсягів виробництва молока, м'яса, птиці та яєць, а також вовни. Займався розробкою та впровадженням у сільськогосподарське виробництво досягнень науково-технічного прогресу та передового досвіду в галузі ефективного ведення сільського господарства, особливо в галузі вирощування зернових та кормових культур, наукових основ сівозміни, а також підготовкою та перепідготовкою кадрів агропромислового комплексу, налагодженням координації наукових установ Української академії аграрних наук. Є творцем Кіровоградської міжгосподарської школи по впровадженню у виробництво досягнень науки та передового досвіду, чим поклав початок новому напрямку організації підвищення кваліфікації керівників і фахівців АПК. Досвід такої школи, першої в Україні, з 1974 року став впроваджуватися вже на всесоюзному рівні, тоді як Кіровоградська область за високі показники розвитку сільськогосподарського виробництва 13 разів ставала учасником Виставки досягнень народного господарства СРСР і ВДНГ України.
У 1971 році отримав науковий ступінь кандидата економічних наук, захистивши в Українській сільськогосподарській академії дисертацію за темою «Економічна ефективність виробництва яловичини та шляхи її підвищення (на прикладі спеціалізованих господарств Кіровоградської області)». У 1977 році перейшов на роботу до Ради Міністрів Української РСР, де подальші 12 років до 1989 року пропрацював на посадах заступника завідувача відділу агропромислового комплексу, завідувача сектору сільськогосподарської науки, впровадження у виробництво досягнень науково-технічного прогресу, підготовки та перепідготовки кадрів. Також був членом Президії Ради колгоспів УРСР (1978—1982), членом наукової ради з проблем науково-технічного та соціально-економічного прогнозування при Президії Академії наук та Держплані УРСР (1979—1989), обирався делегатом III з'їзду колгоспників СРСР, XXIII та XXIV з'їздів КПУ. З 1988 обіймав посаду проректора Інституту післядипломної освіти керівників і фахівців агропромислового комплексу Національного університету біоресурсів і природокористування. У 1992 році отримав вчене звання професора. У 1998 році балотуватися в народні депутати України, але невдало. У 2002 році обраний почесним членом Національної академії аграрних наук України, у 2005 році став професором кафедри інноваційної діяльності Інституту.
Автор численних наукових праць, книг, статей. Спеціалізується на проблемах ефективності сільськогосподарського виробництва, раціонального використання сільськогосподарських земель. Виступає проти приватної власності на землю, закликаючи скасувати законодавчі норми про її приватизацію та продаж. Активно висловлює свою громадянську позицію, зазначав можливість примирення з УПА, засуджував Путіна за розв'язування війни проти України, виступав на підтримку українських солдатів під час російського вторгнення в країну.
|                                                 | Сьогодні всі молоді, хто тут сидить, захищають землю, так само як і ми її захищали від краю до краю. |
| — В. Клюй на зустрічі с українськими солдатами. | |

Є членом Організації ветеранів України, представляє інтереси підводників-чорноморців. Має звання полковник запасу. Є останнім з 42 осіб і єдиним нині живучим членом екіпажу підводного човна «Щ-215».

## Нагороди
Радянські
- Орден Жовтневої Революції, Трудового Червоного Прапора (тричі), медаль «За бойові заслуги», «За перемогу над Німеччиною у Великій Вітчизняній війні 1941—1945 рр.», 12 золотих, срібних та бронзових медалей ВДНГ СРСР і ВДНГ України[10][4].
- Заслужений працівник сільського господарства Української РСР (1987) — за особистий внесок в організацію впровадження досягнень науково-технічного прогресу в сільськогосподарське виробництво, активну наукову та педагогічну діяльність[10].
- Державна премія УРСР в галузі науки і техніки (1983) — за розробку прогресивної технології вирощування насіння, виведення та впровадження у виробництво високоврожайних сортів люцерни для степової зони УРСР[20].

Українські
- Орден «За мужність», медаль «Захиснику Вітчизни», Почесна грамота Кабінету Міністрів України (2007), Верховної Ради України (2010), знак «Почесний ветеран України» (2009), «Знак пошани» Міністерства оборони України (2010)[10].
- Знак «Честь і слава Кіровоградщини» (2007)[21], «Честь і слава Компаніївщини» (2010)[10].